# Cannon Films

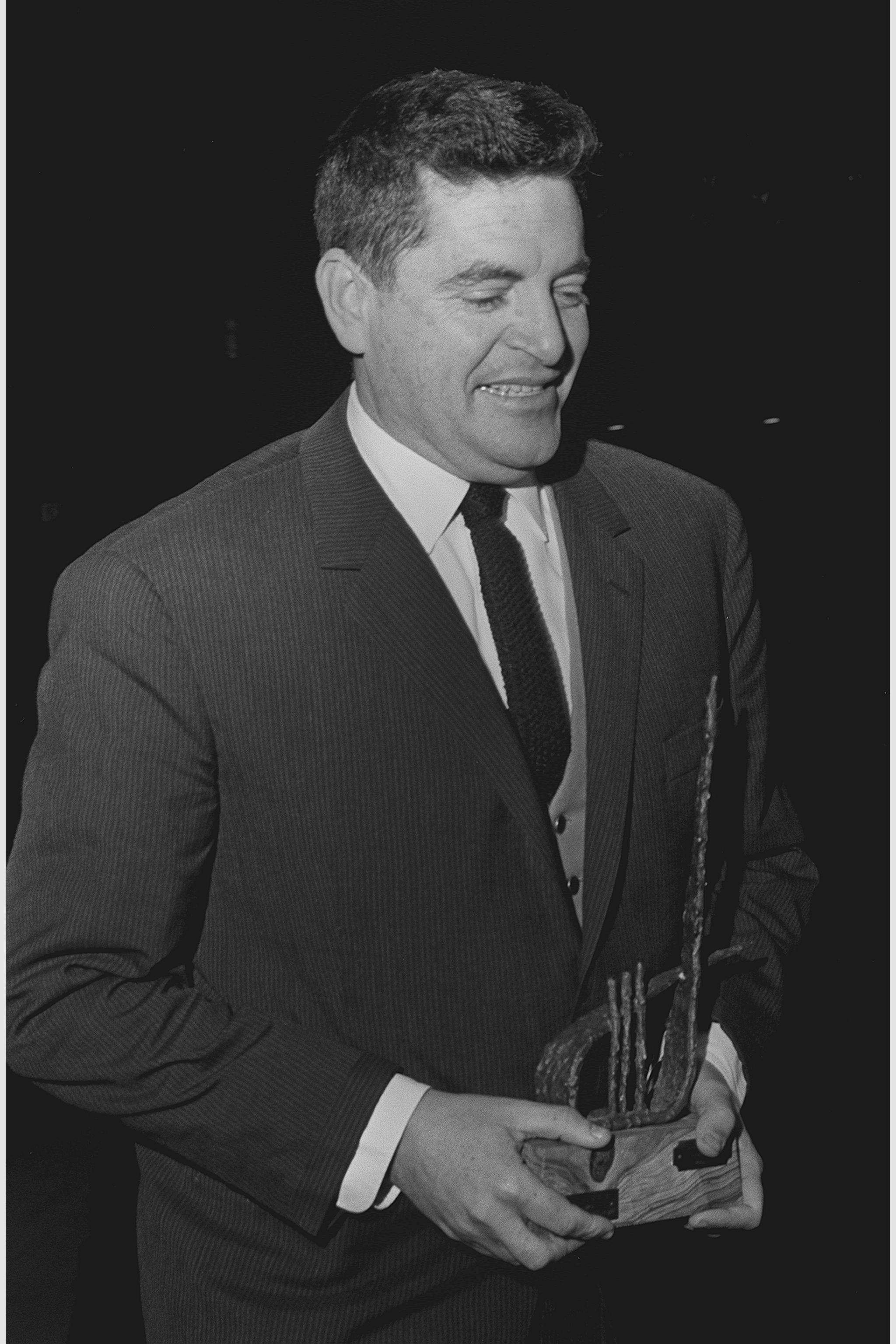
Menahem Golan – jeden z kupców firmy w 1979 roku.

Cannon Films – amerykańska niezależna wytwórnia filmowa, zajmująca się produkcją i dystrybucją filmów niskobudżetowych, należąca do grupy przedsiębiorstw The Cannon Group.
Znana jest z produkowania takich filmów, jak m.in. Joe (1970), Uciekający pociąg (1985) i Cwaniak (1987), które były nominowane do Oscara.

## Historia
Wytwórnia została założona 23 października 1967 roku przez Dennisa Friedlanda i Christophera C. Deweya. W tym samym roku wytwórnia wydała swój pierwszy film Take Her by Surprise.
W 1979 roku firma została sprzedana Menahemowi Golanowi i Joramowi Globusowi za 500 tysięcy dolarów, po tym jak popadła w poważne problemy finansowe.
W latach 80. rozpoczęła produkcję filmów akcji klasy B.
W 1986 roku wytwórnia wypuściła 43 filmy, w ciągu jednego roku, w tym m.in. Robotech: The Movie.
W 1994 roku firma zaprzestała działalności, ostatnią produkcją wytwórni był film akcji Łańcuch poleceń z tego samego roku.
W 2014 roku ukazały się dwa filmy dokumentalne o wytwórni Cannon Films, w tym Electric Boogaloo: The Wild, Untold Story of Cannon Films i The Go-Go Boys: The Inside Story of Cannon Films.